# 1969 (film)
Pour les articles homonymes, voir 1969 (homonymie).
Pour plus de détails, voir Fiche technique et Distribution.
1969 est un film américain réalisé par Ernest Thompson, sorti en 1988.

## Synopsis
1969, dans le Maryland. Ralph et Scott sont deux étudiants opposés à la guerre du Viêt Nam. Quand Scott apprend que son frère Alden a été enrôlé, cela cause des tensions entre lui et son père. À la fin de l'année scolaire, Ralph et Scott passent l'été sur la route et s'initient à la contre-culture des années 1960. Quand ils reviennent chez eux, Scott apprend que son frère a été porté disparu.

## Fiche technique
- Réalisation : Ernest Thompson
- Scénario : Ernest Thompson
- Photographie : Jules Brenner
- Montage : William M. Anderson
- Musique : Michael Small
- Société de production : Atlantic Productions
- Pays de production :  États-Unis
- Langue originale : anglais
- Format : couleur - 1,85:1 - son stéréo
- Genre : drame
- Durée : 95 minutes
- Date de sortie : 
  - États-Unis : 18 novembre 1988

## Distribution
- Robert Downey Jr. : Ralph Karr
- Kiefer Sutherland (VF : Emmanuel Jacomy) : Scott Denny
- Winona Ryder : Beth Karr
- Bruce Dern : Cliff Denny
- Mariette Hartley : Jessie Denny
- Joanna Cassidy : Ev Karr

## Accueil
Le film a rapporté 6 000 000 $ au box-office américain.
Il obtient 55 % de critiques positives, avec une note moyenne de 5,2/10 et sur la base de 11 critiques collectées, sur le site Rotten Tomatoes.